# ジュンクニャーノ
ジュンクニャーノ（伊: Giuncugnano）は、イタリア共和国トスカーナ州ルッカ県シッラーノ・ジュンクニャーノにある分離集落（フラツィオーネ）。
かつては独立した自治体（コムーネ）であったが、2015年1月1日、シッラーノと合併し、新自治体の一部となった。

## 地理

### 位置・広がり
ルッカ県北部に位置する。

#### 隣接コムーネ
コムーネとしてのジュンクニャーノは、以下のコムーネと隣接していた。括弧内のMSはマッサ＝カッラーラ県所属を示す。
- カーゾラ・イン・ルニジャーナ (MS)
- フィヴィッツァーノ (MS)
- ミヌッチャーノ
- ピアッツァ・アル・セルキオ
- シッラーノ